# Encounter-Bay-Klasse
Die 1967 bis 1970 als Bay-Klasse gebaute, teilweise auch als Encounter-Bay-Klasse oder Moreton-Bay-Klasse bezeichnete Schiffsklasse, war eine Baureihe von Turbinenschiffen der Reederei Overseas Containers Limited. Die Containerschiffe der zweiten Generation stellten seinerzeit die weltweit größten Schiffe dieses Typs dar.

## Geschichte
Die Baureihe bestand aus fünf Einheiten, die 1967 bei den Hamburger Werften Blohm + Voss, Howaldtswerke und Deutsche Werft bestellt wurden, sowie einer Einheit der schottischen Werft Fairfield Shipbuilders aus Govan.
Die sechs Schiffe waren Bestandteil eines umgerechnet 462 Millionen DM umfassenden Gesamtpaketes, mit dem das Reedereikonsortium OCL die Containerisierung der Europa-Australfahrt begann. Außer den Schiffen investierte die OCL in die Anschaffung der notwendigen Container sowie in die erforderlichen Hafeneinrichtungen in Australien. Um den, mit einem Wert von rund 275 Millionen DM, bis dahin größten ins Ausland vergebenen Schiffbauauftrag einer britischen Reederei bewarben sich mehrere Werften aus Großbritannien, Japan und Deutschland. Einer der entscheidenden Gründe, die Schiffe mehrheitlich auf deutschen Werften zu produzieren, war deren Zusage, die Serie in der außergewöhnlich kurzen Zeit, eines pro Monat, abliefern zu können. Eine weitere große Rolle spielten die günstigen Finanzierungsbedingungen. 80 Prozent der Bausumme wurden vorgestreckt und sollten innerhalb von sechseinhalb Jahren zu einem Zinssatz von 5,5 Prozent zurückbezahlt werden. Damit konnten nahezu Konditionen geboten werden, wie sie seinerzeit sonst nur von japanischen Werften angeboten wurden.

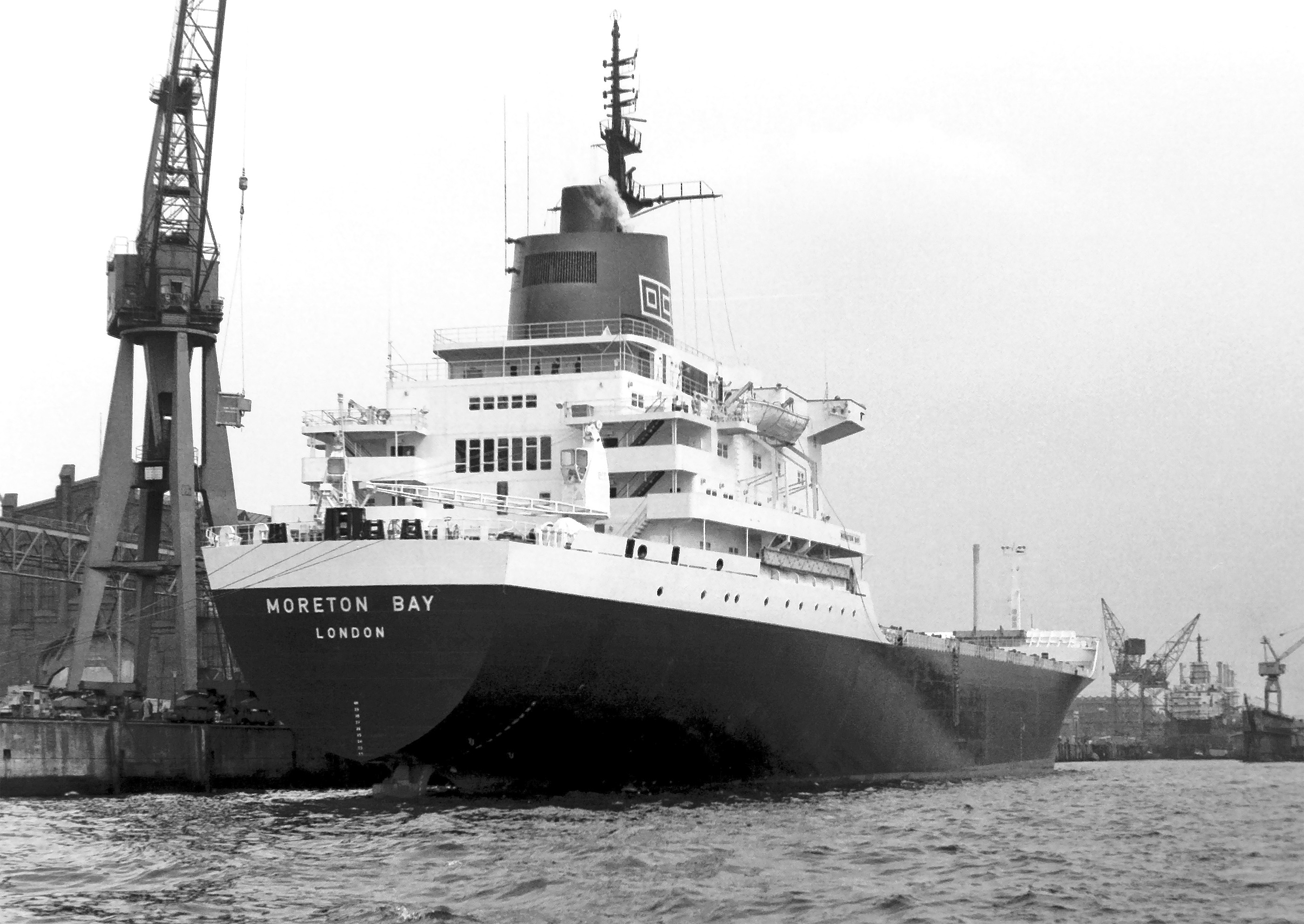
Die Moreton Bay 1969 am Ausrüstungskai von Blohm + Voss

Der Schiffsentwurf dieser ersten Neubauten der OCL ging auf Marshall Meek, den Leitenden Schiffbauingenieur und Direktor der zur OCL gehörigen Konstruktionsabteilung Blue Funnel/Ocean Fleets zurück. Die schiffbauliche Umsetzung erfolgte, auch das seinerzeit ein Novum, gemeinschaftlich von den Konstruktionsabteilungen der drei Hamburger Bauwerften in Zusammenarbeit mit der Reedereigruppe OCL. Jede der Werften zeichnete für bestimmte Teilgebiete verantwortlich und übernahm im jeweiligen Bereich auch die Federführung bei den anderen Werften. Schon kurz nach der Auftragsvergabe, 1968 fusionierten die Deutsche Werft und die Howaldtswerke Hamburg sowie die Howaldtswerke Kiel zur Howaldtswerke-Deutsche Werft (HDW). Die Flinders Bay, Discovery Bay, Encounter Bay und Botany Bay wurden daher offiziell, trotz der abweichenden, auf die jeweilige Bauwerft zurückgreifenden Baunummern, alle als Neubauten der Howaldtswerke-Deutsche Werft gelistet.
Das erste abgelieferte Schiff der Klasse war die Encounter Bay, welche am 6. März 1969 den Europa-Südost-Australien-Liniendienst eröffnete und Anfang April 1969 erstmals Australien anlief. Der Dienst generierte für die ersten Jahre zunächst herbe Verluste, galt aber gleichzeitig auch als Schrittmacher und Marktführer der Region.
Aufbauend auf den Erfahrungen mit dem Bau der Moreton Bay lieferte die Werft Blohm + Voss 1970 die Sydney Express an die Reederei Hapag-Lloyd.
1980/81 wurden die Antriebsanlagen aller sechs Schiffe auf Dieselmotoren umgebaut. Drei der Schiffe, die Moreton Bay, die Discovery Bay und die Jervis Bay liefen ab Mai 1980 zum Umbau inzwischen als Govan Shipbuilders firmierende Fairfields-Werft, die ehemalige Bauwerft der Jervis Bay an.

## Bauliste
| Encounter-Bay-Klasse | Encounter-Bay-Klasse             | Encounter-Bay-Klasse | Encounter-Bay-Klasse                           | Encounter-Bay-Klasse                                   | Encounter-Bay-Klasse |
| Bauname              | Bauwerft Baunummer               | IMO- Nummer          | Kiellegung Stapellauf Ablieferung              | Auftraggeber                                           | Umbenennungen und Verbleib |
| -------------------- | -------------------------------- | -------------------- | ---------------------------------------------- | ------------------------------------------------------ | --- |
| Encounter Bay        | HDW/1000                         | 6818461              | 1. November 1967 5. Juni 1968 24. Februar 1969 | Scottish Shire Line, London                            | 1983 neue Maschinenanlage, ab 20. Januar 1999 in Panyu abgebrochen |
| Flinders Bay         | Deutsche Werft/826               | 6822541              | 26. Februar 1968 19. Juli 1968 19. März 1969   | Ocean Steamship Company, London                        | Ab 10. März 1997 durch Arya Steel in Alang abgebrochen |
| Botany Bay           | HDW/1001                         | 6907016              | 12. Juni 1968 14. Januar 1969 30. Mai 1969     | Furness, Withy & Company, London                       | 1983 neue Maschinenanlage, 1989 Nedlloyd Tasman, 1994 Botany Bay, ab 11. Januar 1999 in Panyu abgebrochen                                                                                     |
| Moreton Bay          | Blohm + Voss/859                 | 6825880              | ? 22. August 1968 13. Juni 1969                | Peninsular & Oriental Steam Navigation Company, London | 1981 neue Maschinenanlage, 1988 Direct Kookaburra, ab 12. August 1999 durch Hindustan Steel Industries in Alang abgebrochen                                                                   |
| Discovery Bay        | Deutsche Werft/827               | 6903565              | 22. Juli 1968 3. Dezember 1968 30. Juni 1969   | Peninsular & Oriental Steam Navigation Company, London | 1981 neue Maschinenanlage, 1988 Direct Kea, ab 13. August 1999 durch Y.S.Investments in Alang abgebrochen                                                                                     |
| Jervis Bay           | Upper Clyde Shipbuilders, Govan/ | 6913338              | ? 3. April 1969 Mai 1970                       | Shaw, Savill & Albion Company, London                  | Auf der Schleppreise von Antwerpen nach Kaohsiung zum Abbruch am 24. Januar 1984 im Außenhafen von Bilbao am Anker vertrieben, gestrandet und zerbrochen. Ab April 1984 in situ verschrottet. |
| Daten: Miramar       |                                  |                      |                                                |                                                        | |